# 플래시백 (2020년 영화)
《플래시백》(영어: Flashback)는 2020년에 개봉한 캐나다의 스릴러, 드라마 영화이다.
 크리스토퍼 맥브라이드이 감독을 맡았다.
 대한민국은 2021년 6월 10일에 개봉되었다.

## 출연진
- 딜런 오브라이언 - 프레드 역
- 마이카 먼로 - 신디 역
- 에모리 코헨 - 세바스찬 역
- 키어 길크리스 - 안드레 역
- 한나 그로스 - 카렌 역
- 아만다 브루겔 - 에블린 역